# Bruno Pasquini
Bruno Pasquini (Massa e Cozzile, 23 novembre 1914 – Montecatini Terme, 12 agosto 1995) è stato un ciclista su strada italiano.
Professionista e indipendente tra il 1939 e il 1952, vinse il Giro di Toscana 1947 e una tappa al Giro d'Italia 1948.

## Carriera
Corse per diverse squadre di marca, tra cui la Legnano, la Bianchi e la svizzera Tebag, distinguendosi come gregario, sia di Fausto Coppi che di Gino Bartali. Le principali vittorie da professionista furono il Giro di Toscana 1947 ed una tappa al Giro d'Italia 1948.
Partecipò otto volte al Giro d'Italia, due volte al Tour de France e una volta ai mondiali.

## Palmarès
- 1939

Coppa Bruno Galeazzi
- 1946

Coppa Pietro Linari
Coppa Andrea Boero
- 1947

Giro di Toscana
- 1948

13ª tappa Giro d'Italia (Firenze > Bologna)
- 1951

G.P. Venturi - Coppa Audace

## Piazzamenti

### Grandi Giri
- Giro d'Italia

1939: 20º
1946: 13º
1947: 14º
1948: ritirato
1949: 26º
1950: 20º
1951: 14º
1952: 58º
- Tour de France

1948: 19º
1949: 24º

### Classiche monumento
- Milano-Sanremo

1940: 52º
1946: 59º
1948: 13º
1949: 31º
1951: 17º
1952: 99º
- Parigi-Roubaix

1949: 83º
- Giro di Lombardia

1939: 21º
1945: 14º
1946: 5º
1948: 19º

### Competizioni mondiali
- Campionati del mondo

Valkenburg 1948 - In linea Professionisti: ritirato